# Шлебрюгге, Нена фон
Баронесса Биргитта Каролина «Нена» фон Шлебрюгге (нем. Birgitte Caroline "Nena" von Schlebrügge; род. 8 января 1941, Мехико) — американская фотомодель шведского происхождения. Мать Умы Турман.
Дочь шведки Бригит Хольмквист и немецкого аристократа барона Фридриха Карла фон Шлебрюгге, полковника имперской германской армии, вынужденного бежать из Германии в Мексику из-за конфликта с властями Третьего Рейха.
Выросла в Швеции. В 1955 г. была замечена в Стокгольме известным фэшн-фотографом Норманом Паркинсоном, благодаря чему в 1957 г. перебралась в Лондон, чтобы начать карьеру в модельном бизнесе, с марта 1958 г. жила и работала в США. Дважды (сентябрь 1959 и февраль 1962) появлялась на обложке журнала Vogue, снималась также для журнала Harper's Bazaar. Среди фотографов, снимавших Нену фон Шлебрюгге, был Глеб Дерюжинский.
В Нью-Йорке фон Шлебрюгге стала участницей бурной жизни богемы в Гринич-Виллидж, приятельствовала с Грегори Корсо. В 1964—1965 гг. была замужем за Тимоти Лири; их свадьба стала заметным светским событием, о котором был снят документальный фильм Д. А. Пеннебейкера «Ты никто, пока кто-то тебя не полюбит» (англ. You’re Nobody Till Somebody Loves You). В 1967 г. снялась в андеграундом фильме Чао! Манхэттен с Эди Седжвик, однако при монтаже сцены с фон Шлебрюгге были вырезаны из окончательной версии.
Договариваясь с Лири о разводе, прямо у него в доме познакомилась с бывшим буддийским монахом Робертом Турманом, с 1967 года замужем за ним, четверо детей — помимо дочери Умы, также сыновья Ганден (род. 1967), Дечен (род. 1973) и Мипам (род. 1978). Под влиянием Турмана также заинтересовалась буддизмом и Тибетом, один из соучредителей (1986) и управляющий директор (1991—2002) Дома Тибета в Нью-Йорке, занималась, в частности, организацией ежегодных концертов Дома Тибета в Карнеги-холле с участием Филипа Гласса, Патти Смит и других выдающихся деятелей культуры. Затем основала и возглавила Горный ретрит Менла в горах Катскилл, в округе Алстер штата Нью-Йорк.